# Wahlkreis Carbonia (Camera dei deputati)
Der Wahlkreis Carbonia war von 1993 bis 2005 und ist seit 2017 wieder ein Wahlkreis (italienisch collegio elettorale) für die Wahl der Abgeordnetenkammer.

## Von 1993 bis 2005

### Wahlkreisgebiet
Der Wahlkreis umfasste 23 Gemeinden: Calasetta, Capoterra, Carbonia, Carloforte, Domus de Maria, Giba, Gonnesa, Masainas, Narcao, Nuxis, Perdaxius, Piscinas, Portoscuso, Pula, San Giovanni Suergiu, Sant’Anna Arresi, Sant’Antioco, Santadi, Sarroch, Teulada, Tratalias, Villa San Pietro und Villaperuccio.

### Wahlergebnisse

#### Parlamentswahl 1994

##### Direktstimmen
| Kandidaten               | Kandidaten                   | Parteien                                          | Stimmen | %    |
| ------------------------ | ---------------------------- | ------------------------------------------------- | ------- | ---- |
|                          | Maria Gabriella Pintogewählt | Polo del Buon Governo (FI – AN – CCD – UdC – PLD) | 28.942  | 37,4 |
|                          | Vittorio Macrì               | Progressisti                                      | 20.593  | 26,6 |
|                          | Adriano Aversano             | Patto per l’Italia                                | 14.036  | 18,1 |
|                          | Giuliano Cossu               | Partito Sardo d’Azione                            | 6.958   | 9,0  |
|                          | Angelo Cremone               | La Rete – Rinascita e Sardismo – MIRVA            | 5.035   | 6,5  |
|                          | Alberto Vacca                | Centro Democratico                                | 1.907   | 2,5  |
| Gesamt                   | Gesamt                       | Gesamt                                            | 77.471  | 100  |
|                          |                              |                                                   |         |      |
| Ungültige Stimmen        | Ungültige Stimmen            | Ungültige Stimmen                                 | 7.027   | 8,3  |
| Wähler                   | Wähler                       | Wähler                                            | 84.498  | 79,6 |
| Wahlberechtigte          | Wahlberechtigte              | Wahlberechtigte                                   | 106.151 |      |
|                          |                              |                                                   |         |      |
| Quelle: Innenministerium |                              |                                                   |         |      |

##### Listenstimmen
| Parteien                             | Parteien                | Parteien                           | Stimmen | %    |
| ------------------------------------ | ----------------------- | ---------------------------------- | ------- | ---- |
|                                      | Polo del Buon Governo   | Forza Italia                       | 20.091  | 25,8 |
| Alleanza Nazionale                   | Polo del Buon Governo   | 9.637                              | 12,4    |      |
| ↳ Gesamt                             | Polo del Buon Governo   | 29.728                             | 38,1    |      |
|                                      | Progressisti            | Partito Democratico della Sinistra | 15.666  | 20,1 |
| Partito della Rifondazione Comunista | Progressisti            | 5.438                              | 7,0     |      |
| Partito Socialista Italiano          | Progressisti            | 3.251                              | 4,2     |      |
| Federazione dei Verdi                | Progressisti            | 2.132                              | 2,7     |      |
| Alleanza Democratica                 | Progressisti            | 1.608                              | 2,1     |      |
| ↳ Gesamt                             | Progressisti            | 28.095                             | 36,0    |      |
|                                      | Patto per l’Italia      | Patto Segni                        | 9.951   | 12,8 |
| Partito Popolare Italiano            | Patto per l’Italia      | 5.324                              | 6,8     |      |
| ↳ Gesamt                             | Patto per l’Italia      | 15.275                             | 19,6    |      |
|                                      | Lista Marco Pannella    | Lista Marco Pannella               | 2.081   | 2,7  |
|                                      | Partidu Indipendentista | Partidu Indipendentista            | 1.380   | 1,8  |
|                                      | La Rete                 | La Rete                            | 701     | 0,9  |
|                                      | Centro Democratico      | Centro Democratico                 | 449     | 0,6  |
|                                      | L’Arca                  | L’Arca                             | 254     | 0,3  |
| Gesamt                               | Gesamt                  | Gesamt                             | 77.963  | 100  |
|                                      |                         |                                    |         |      |
| Ungültige Stimmen                    | Ungültige Stimmen       | Ungültige Stimmen                  | 6.535   | 7,7  |
| Wähler                               | Wähler                  | Wähler                             | 84.498  | 79,6 |
| Wahlberechtigte                      | Wahlberechtigte         | Wahlberechtigte                    | 106.151 |      |
|                                      |                         |                                    |         |      |
| Quelle: Innenministerium             |                         |                                    |         |      |

#### Parlamentswahl 1996

##### Direktstimmen
| Kandidaten               | Kandidaten               | Parteien            | Stimmen | %    |
| ------------------------ | ------------------------ | ------------------- | ------- | ---- |
|                          | Salvatore Cherchigewählt | L’Ulivo             | 37.669  | 50,3 |
|                          | Maria Gabriella Pinto    | Polo per le Libertà | 32.980  | 44,0 |
|                          | Rolando Madeddu          | Sardigna Natzione   | 4.264   | 5,7  |
| Gesamt                   | Gesamt                   | Gesamt              | 74.913  | 100  |
|                          |                          |                     |         |      |
| Ungültige Stimmen        | Ungültige Stimmen        | Ungültige Stimmen   | 6.090   | 7,5  |
| Wähler                   | Wähler                   | Wähler              | 81.003  | 74,5 |
| Wahlberechtigte          | Wahlberechtigte          | Wahlberechtigte     | 108.781 |      |
|                          |                          |                     |         |      |
| Quelle: Innenministerium |                          |                     |         |      |

##### Listenstimmen
| Parteien                                          | Parteien                             | Parteien                             | Stimmen | %    |
| ------------------------------------------------- | ------------------------------------ | ------------------------------------ | ------- | ---- |
|                                                   | Polo per le Libertà                  | Forza Italia                         | 19.654  | 26,0 |
| Alleanza Nazionale                                | Polo per le Libertà                  | 11.437                               | 15,1    |      |
| CCD – CDU                                         | Polo per le Libertà                  | 4.423                                | 5,9     |      |
| ↳ Gesamt                                          | Polo per le Libertà                  | 35.514                               | 47,0    |      |
|                                                   | L’Ulivo                              | Partito Democratico della Sinistra   | 19.452  | 25,7 |
| Popolari per Prodi (PPI – SVP – PRI – UD – Prodi) | L’Ulivo                              | 3.967                                | 5,2     |      |
| Rinnovamento Italiano                             | L’Ulivo                              | 3.353                                | 4,4     |      |
| Partito Sardo d’Azione                            | L’Ulivo                              | 2.283                                | 3,0     |      |
| Federazione dei Verdi                             | L’Ulivo                              | 1.817                                | 2,4     |      |
| ↳ Gesamt                                          | L’Ulivo                              | 30.872                               | 40,9    |      |
|                                                   | Partito della Rifondazione Comunista | Partito della Rifondazione Comunista | 6.032   | 8,0  |
|                                                   | Sardigna Natzione                    | Sardigna Natzione                    | 1.376   | 1,8  |
|                                                   | Lista Pannella – Sgarbi              | Lista Pannella – Sgarbi              | 1.342   | 1,8  |
|                                                   | Fiamma Tricolore                     | Fiamma Tricolore                     | 427     | 0,6  |
| Gesamt                                            | Gesamt                               | Gesamt                               | 75.563  | 100  |
|                                                   |                                      |                                      |         |      |
| Ungültige Stimmen                                 | Ungültige Stimmen                    | Ungültige Stimmen                    | 5.439   | 6,7  |
| Wähler                                            | Wähler                               | Wähler                               | 81.002  | 74,5 |
| Wahlberechtigte                                   | Wahlberechtigte                      | Wahlberechtigte                      | 108.781 |      |
|                                                   |                                      |                                      |         |      |
| Quelle: Innenministerium                          |                                      |                                      |         |      |

#### Parlamentswahl 2001

##### Direktstimmen
| Kandidaten               | Kandidaten                    | Parteien                                   | Stimmen | %    |
| ------------------------ | ----------------------------- | ------------------------------------------ | ------- | ---- |
|                          | Antonio Mereugewählt          | Casa delle Libertà                         | 34.327  | 43,6 |
|                          | Antonangelo Casula            | L’Ulivo                                    | 33.826  | 43,0 |
|                          | Bruno Randazzo                | Democrazia Europea                         | 3.420   | 4,3  |
|                          | Francesco Raimondo Puligheddu | Partito Sardo d’Azione – Sardigna Natzione | 3.089   | 3,9  |
|                          | Demetrio Delfino              | Lista Di Pietro                            | 2.458   | 3,1  |
|                          | Giorgio Cusino                | Lista Emma Bonino                          | 1.614   | 2,0  |
| Gesamt                   | Gesamt                        | Gesamt                                     | 78.734  | 100  |
|                          |                               |                                            |         |      |
| Ungültige Stimmen        | Ungültige Stimmen             | Ungültige Stimmen                          | 8.272   | 9,5  |
| Wähler                   | Wähler                        | Wähler                                     | 87.006  | 76,4 |
| Wahlberechtigte          | Wahlberechtigte               | Wahlberechtigte                            | 113.822 |      |
|                          |                               |                                            |         |      |
| Quelle: Innenministerium |                               |                                            |         |      |

##### Listenstimmen
| Parteien                               | Parteien                                   | Parteien                                   | Stimmen | %    |
| -------------------------------------- | ------------------------------------------ | ------------------------------------------ | ------- | ---- |
|                                        | Casa delle Libertà                         | Forza Italia                               | 25.135  | 32,4 |
| Alleanza Nazionale                     | Casa delle Libertà                         | 8.231                                      | 10,6    |      |
| CCD – CDU                              | Casa delle Libertà                         | 3.818                                      | 4,9     |      |
| Nuovo PSI                              | Casa delle Libertà                         | 686                                        | 0,9     |      |
| ↳ Gesamt                               | Casa delle Libertà                         | 37.870                                     | 48,8    |      |
|                                        | L’Ulivo                                    | Democratici di Sinistra                    | 15.101  | 19,5 |
| La Margherita (Dem – PPI – RI – Udeur) | L’Ulivo                                    | 7.268                                      | 9,4     |      |
| Partito dei Comunisti Italiani         | L’Ulivo                                    | 3.556                                      | 4,6     |      |
| Il Girasole (FdV – SDI)                | L’Ulivo                                    | 992                                        | 1,3     |      |
| ↳ Gesamt                               | L’Ulivo                                    | 26.917                                     | 34,7    |      |
|                                        | Partito della Rifondazione Comunista       | Partito della Rifondazione Comunista       | 3.725   | 4,8  |
|                                        | Democrazia Europea                         | Democrazia Europea                         | 2.803   | 3,6  |
|                                        | Partito Sardo d’Azione – Sardigna Natzione | Partito Sardo d’Azione – Sardigna Natzione | 2.308   | 3,0  |
|                                        | Lista Di Pietro                            | Lista Di Pietro                            | 2.235   | 2,9  |
|                                        | Lista Emma Bonino                          | Lista Emma Bonino                          | 1.417   | 1,8  |
|                                        | Paese Nuovo                                | Paese Nuovo                                | 149     | 0,2  |
|                                        | Lista Amadu                                | Lista Amadu                                | 91      | 0,1  |
|                                        | Abolizione Scorporo                        | Abolizione Scorporo                        | 61      | 0,1  |
| Gesamt                                 | Gesamt                                     | Gesamt                                     | 77.576  | 100  |
|                                        |                                            |                                            |         |      |
| Ungültige Stimmen                      | Ungültige Stimmen                          | Ungültige Stimmen                          | 9.536   | 10,9 |
| Wähler                                 | Wähler                                     | Wähler                                     | 87.112  | 76,5 |
| Wahlberechtigte                        | Wahlberechtigte                            | Wahlberechtigte                            | 113.822 |      |
|                                        |                                            |                                            |         |      |
| Quelle: Innenministerium               |                                            |                                            |         |      |

## Von 2017 bis 2020

### Wahlkreisgebiet
Der Wahlkreis umfasste Gemeinden: 

### Wahlergebnisse

#### Parlamentswahl 2018
| Kandidaten               | Kandidaten                   | Stimmen | %    | Listen                   | Stimmen | %    |
| ------------------------ | ---------------------------- | ------- | ---- | ------------------------ | ------- | ---- |
|                          | Pino Cabrasgewählt           | 80.510  | 45,8 | Movimento 5 Stelle       | 80.510  | 45,8 |
|                          | Viviana Lantini              | 53.803  | 30,6 | Forza Italia             | 24.273  | 13,8 |
| Lega                     | Viviana Lantini              | 53.803  | 30,6 | 19.537                   | 11,1    |      |
| Fratelli d’Italia        | Viviana Lantini              | 53.803  | 30,6 | 6.485                    | 3,7     |      |
| Noi con l’Italia – UDC   | Viviana Lantini              | 53.803  | 30,6 | 3.508                    | 2,0     |      |
|                          | Romina Mura                  | 26.653  | 15,2 | Partito Democratico      | 22.343  | 12,7 |
| +Europa                  | Romina Mura                  | 26.653  | 15,2 | 3.027                    | 1,7     |      |
| Civica Popolare          | Romina Mura                  | 26.653  | 15,2 | 642                      | 0,4     |      |
| Italia Europa Insieme    | Romina Mura                  | 26.653  | 15,2 | 641                      | 0,4     |      |
|                          | Luca Pizzuto                 | 6.054   | 3,4  | Liberi e Uguali          | 6.054   | 3,4  |
|                          | Fabrizio Palazzari           | 2.790   | 1,6  | Autodeterminatzione      | 2.790   | 1,6  |
|                          | Simona Deidda                | 1.670   | 0,9  | Potere al Popolo!        | 1.670   | 0,9  |
|                          | Sara Elena Saiu              | 1.569   | 0,9  | CasaPound Italia         | 1.569   | 0,9  |
|                          | Giannetto Soi                | 1.106   | 0,6  | Partito Comunista        | 1.106   | 0,6  |
|                          | Maria Elisabetta Governatori | 1.042   | 0,6  | Il Popolo della Famiglia | 1.042   | 0,6  |
|                          | Annalisa Maccioni            | 643     | 0,4  | Partito Valore Umano     | 643     | 0,4  |
| Gesamt                   | Gesamt                       | 175.840 | 100  |                          | 175.840 | 100  |
|                          |                              |         |      |                          |         |      |
| Ungültige Stimmen        | Ungültige Stimmen            | 5.243   | 2,9  |                          |         |      |
| Wähler                   | Wähler                       | 181.083 | 66,2 |                          |         |      |
| Wahlberechtigte          | Wahlberechtigte              | 273.604 |      |                          |         |      |
|                          |                              |         |      |                          |         |      |
| Quelle: Innenministerium |                              |         |      |                          |         |      |

## Seit 2020

### Wahlkreisgebiet
| Wahlkreise – Camera dei deputati – Autonome Region Sardinien | Wahlkreise – Camera dei deputati – Autonome Region Sardinien | Wahlkreise – Camera dei deputati – Autonome Region Sardinien |
| Provinz                                                      | Provinz                                                      | Gemeinden nach Provinzen ⮞ Wahlkreis                         |
| ------------------------------------------------------------ | ------------------------------------------------------------ | ------------------------------------------------------------ |
|                                                              | Metropolitanstadt Cagliari (17 Gemeinden)                    | alle ⮞ Wahlkreis Cagliari                                    |
|                                                              | Provinz Nuoro (74 Gemeinden)                                 | alle ⮞ Wahlkreis Nuoro                                       |
|                                                              | Provinz Oristano (87 Gemeinden)                              | alle ⮞ Wahlkreis Nuoro                                       |
|                                                              | Provinz Sassari (92 Gemeinden)                               | alle ⮞ Wahlkreis Sassari                                     |
|                                                              | Provinz Sud Sardegna (107 Gemeinden)                         | alle ⮞ Wahlkreis Carbonia                                    |

Der Wahlkreis umfasst alle 107 Gemeinden der Provinz Sud Sardegna.

### Wahlergebnisse

#### Parlamentswahl 2022
| Kandidaten                          | Kandidaten           | Stimmen | %    | Listen                                                  | Stimmen | %    |
| ----------------------------------- | -------------------- | ------- | ---- | ------------------------------------------------------- | ------- | ---- |
|                                     | Gianni Lampisgewählt | 61.366  | 42,4 | Fratelli d’Italia                                       | 37.170  | 25,7 |
| Forza Italia                        | Gianni Lampisgewählt | 61.366  | 42,4 | 10.737                                                  | 7,4     |      |
| Lega per Salvini Premier            | Gianni Lampisgewählt | 61.366  | 42,4 | 9.879                                                   | 6,8     |      |
| Noi Moderati                        | Gianni Lampisgewählt | 61.366  | 42,4 | 3.580                                                   | 2,5     |      |
|                                     | Franca Maria Fara    | 36.544  | 25,2 | Partito Democratico – Italia Democratica e Progressista | 26.859  | 18,6 |
| Alleanza Verdi e Sinistra           | Franca Maria Fara    | 36.544  | 25,2 | 5.730                                                   | 4,0     |      |
| +Europa                             | Franca Maria Fara    | 36.544  | 25,2 | 2.723                                                   | 1,9     |      |
| Impegno Civico – Centro Democratico | Franca Maria Fara    | 36.544  | 25,2 | 1.232                                                   | 0,9     |      |
|                                     | Loredana La Barbera  | 32.187  | 22,2 | Movimento 5 Stelle                                      | 32.187  | 22,2 |
|                                     | Alberto Cacciarru    | 5.694   | 3,9  | Azione – Italia Viva                                    | 5.694   | 3,9  |
|                                     | Tiziana Balestrini   | 3.857   | 2,7  | Italexit per l’Italia                                   | 3.857   | 2,7  |
|                                     | Claudio Seda         | 2.325   | 1,6  | Italia Sovrana e Popolare                               | 2.325   | 1,6  |
|                                     | Sabrina Milanovic    | 2.065   | 1,4  | Unione Popolare                                         | 2.065   | 1,4  |
|                                     | Michela Benati       | 747     | 0,5  | Vita                                                    | 747     | 0,5  |
| Gesamt                              | Gesamt               | 144.785 | 100  |                                                         | 144.785 | 100  |
|                                     |                      |         |      |                                                         |         |      |
| Ungültige Stimmen                   | Ungültige Stimmen    | 6.540   | 4,3  |                                                         |         |      |
| Wähler                              | Wähler               | 151.325 | 51,9 |                                                         |         |      |
| Wahlberechtigte                     | Wahlberechtigte      | 291.621 |      |                                                         |         |      |
|                                     |                      |         |      |                                                         |         |      |
| Quelle: Innenministerium            |                      |         |      |                                                         |         |      |